# Алоис Шварц
Алоис Шварц (на немски: Alois Schwartz, роден на 28 март 1967 в Нюртинген) е германски футболист и футболен треньор.

## Кариера като футболист
Алоис Шварц започва своята професионална кариера като футболист в Щутгартер Кикерс, където играе от 1985 до 1993 г. С този отбор Шварц се класира два пъти в Първа Бундеслига през 1988 и 1991 г., но щутгартският отбор изпада и в двата случая веднага от първа дивизия на Германия. Алоис Шварц записва за този отбор общо 169 мача в Първа и Втора Бундеслига и отбелязва 12 гола. През 1993 г. Шварц преминава в Дуисбург, за да играе отново в Първа Бундеслига. С екипа на „зебрите“ той взема участие в 34 мача за 2 години. След това Шварц играе по една година за Рот-Вайс Есен, Валдхоф Манхайм и Хомбург. От 1998 до 2002 г. играе за Пфулендорф, където и завършва кариерата си на футболист.
Шварц играе общо 85 срещи в Първа Бундеслига, в които бележи 4 гола. Във Втора Бундеслига показанията му са 127 мача и 10 гола.

## Кариера като треньор
На 9 октомври 2002 г. Алоис Шварц става помощник-треньор на Михаел Файхтенбайнер в отбора от регионалните лиги Рот-Вайс Ерфурт. След уволнението на Файхтенбайнер на 10 април 2003 г. Шварц е за 3 месеца старши треньор при тюрингците. За новия сезон ерфуртци привличат Рене Мюлер за наставник, а Шварц отново е помощник. Този треньорски тандем постига класиране във Втора Бундеслига след първата си година заедно, но за тяхно съжаление участието във втория ешелон трае само един сезон и Рот-Вайс изпадат отново в регионалната лига. Алоис Шварц напуска Ерфурт и отива в четвъртодивизионния Вормация Вормс, където е назначен за старши треньор. През декември 2006 г. Шварц получава лиценз за професионален треньор, а от 1 януари 2007 г. тренира втория отбор на Кайзерслаутерн, където ситуацията е критична: 18 място в класирането със 17 изоставане от спасително място в класирането.
През февруари 2008 г. Шварц ръководи тренировките на първия отбор на Кайзерслаутерн за 3 дни след уволнението на Рекдал и назначението на Шашич. С аматьорите на лаутерите той постига силни резултати и през сезон 2008/09 вторият отбор на „червените дяволи“ се бори за класиране в Трета лига с аматьорите на Борусия Дортмунд. Четири кръга преди края на сезона във Втора Бундеслига Милан Шашич е освободен от ръководството на Кайзерслаутерн след разгромна загуба от Ханза Росток и за временен наставник е назначен Алоис Шварц с целта да класира отбора в Първа Бундеслига. След първоначалния успех над Аугсбург следват три поредни загуби, които приземяват „лаутерите“ на седмото място в крайното класиране на втора дивизия. През лятото управителният съвет на Кайзерслаутерн решава да върне Шварц към задачите му в дублиращия тим и назначава Марко Курц за нов треньор на отбора.